# Polidamas de Escotusa
Polidamas de Escotusa, o Pulidamas, (en griego: Πολυδάμας, Polydámas) fue un atleta tesalio, uno de los más famosos de la antigua Grecia.
Era originario de Escotusa, en la Pelasgiótide, y en 408 a. C. fue campeón de los Juegos Olímpicos en la modalidad de pancracio. Este atleta gozó de un gran renombre y sus proezas fueron a menudo comparadas con las de Heracles. Se enfrentó a un león con las manos en el monte Olimpo y salió victorioso del desafío lanzado por Darío II imponiéndose, golpe a golpe, contra los tres mejores campeones persas.